# الشيوعية ومعاملة مجتمع الميم
تطورت المواقف الشيوعية تجاه حقوق مجتمع الميم بشكل جذري في السنوات الأخيرة. اختلفت الأحزاب الشيوعية والدول الماركسية اللينينية حول حقوق مجتمع الميم في القرنين التاسع عشر والعشرين، إذ كان بعضهم سبّاقًا لدعم حقوق مجتمع الميم من بين الأحزاب السياسية، بينما اضطهد البعض الآخر أفراد مجتمع الميم بقسوة (خاصة الرجال المثليين).

## حقوق أفراد مجتمع الميم في الدول الشيوعية

### حقوق أفراد مجتمع الميم في الدول الشيوعية حاليًا
لا يقوم أي نظام حالي في ظل إيديولوجية الماركسية اللينينية أو الماوية بالمساواة بين زواج مثليي الجنس وغيرييّ الجنس، ولم يمنحوهم الشكل القانوني للشراكة المدنية.

#### كوبا
جرمت القوانين في كوبا المثلية الجنسية قبل الثورة الكوبية، إلا أن المثلية الجنسية عند الرجال شكلت جزءًا مهمًا من صناعة الدعارة للسياح والجيش الأمريكي، بالإضافة إلى المقامرة والنشاط الإجرامي.
استمر الموقف السلبي تجاه المثلية الجنسية بعد الثورة، واختار بعض المثليين الهجرة، إذ ارتبط مفهوم المثلية الجنسية بالإمبريالية الأمريكية. أُلغي القانون الذي يجرم المثلية الجنسية في عام 1979. أدرج الحزب الشيوعي الكوبي الدفاع عن حقوق المثليين في لوائحه في عام 2013، ونوقشت الموافقة على قانون الشراكة المدنية لعدة سنوات.

### حقوق أفراد مجتمع الميم في دول شيوعية سابقًا

#### ألبانيا
عاقب نظام الخوجاوية في ألبانيا العلاقات الجنسية المثلية بالسجن لفترات طويلة، وحُكم عليه بالنبذ والتنمر. نصت المادة 137 من قانون العقوبات على أنه: «يعاقب على مجامعة الأطفال، بالسجن لمدة تصل إلى عشر سنوات». استُخدم مصطلح «حب الغلمان/مجامعة الأطفال» كمصطلح رمزي لممارسة الجنس بين شخصين بالغين بالتراضي، أو ممارسة الجنس بين شخص بالغ وطفل من أي نوع اجتماعي.

#### بنين
كانت العلاقات الجنسية المثلية قانونية لفترة طويلة في جمهورية بنين الشعبية. تبنت جمهورية بنين الشعبية تعديلًا في عام 1947 لقانون العقوبات لعام 1877 في عهد جمهورية داهومي، إذ عدل حدًا عامًا للسن القانوني لممارسة الجنس مع طفل من أي نوع اجتماعي، وهو 13 عامًا، ولكنه فرض عقوبة على أي فعل غير لائق أو مخالف للطبيعة إذا ارتُكب مع شخص من نفس الجنس دون سن 21 عامًا: «يُعاقب بالسجن من ستة أشهر إلى ثلاث سنوات، وغرامة من 200 إلى 50000 فرنكًا، أي شخص يرتكب فعلًا مخلًا بالآداب أو [فعلًا] ضد الطبيعة مع قاصر... من نفس الجنس تحت سن 21 عامًا، مع عدم الإخلال بالعقوبات الأشد المنصوص عليها في الفقرات السابقة أو في المادتين 332 و333 من هذا القانون».

#### بلغاريا
احتفظت جمهورية بلغاريا الشعبية بقانون العقوبات لمملكة بلغاريا، الذي يجرم العلاقات الجنسية المثلية بين الذكور فوق سن 16 عامًا مع السجن لمدة ستة أشهر على الأقل. زاد قانون العقوبات الصادر في 13 مارس عام 1951 العقوبة إلى السجن لمدة ثلاث سنوات. أجاز قانون العقوبات المنقح الصادر في 1 مايو عام 1968 العلاقات الجنسية المثلية بين الذكور.

#### الكونغو
ظلت العلاقات الجنسية المثلية قانونية في جمهورية الكونغو الشعبية.

#### تشيكوسلوفاكيا
ألغت جمهورية تشيكوسلوفاكيا الاشتراكية تجريم العلاقات الجنسية المثلية في عام 1962، وذلك بعد أن أدى البحث العلمي لكورت فروند إلى استنتاج مفاده أنه لا يمكن تغيير الميول الجنسي المثلي.

#### ألمانيا الشرقية
لم يتطور القانون بشكل موحد مع منطقة الاحتلال السوفيتي. عدلت حكومة تورينغن الفقرتين 175 و175a بطريقة مماثلة لتلك المتوخاة في مشروع القانون الجنائي لعام 1925، بينما ظلت نسخة 1935 من القانون سارية المفعول دون تغييرات في الولايات الأخرى. لم تفضي نصيحة لجنة دراسة القانون في برلين الشرقية في عام 1946 بعدم تضمين المادة 175 من القانون الجنائي في قانون عقوبات جديد إلى أية نتيجة.
قررت المحكمة المحلية العليا في هاله في قضية ساكسونيا أنهالت في عام 1948 أنه يجب النظر إلى الفقرتين 175 و175a على أنهما نتيجتان للظلم الذي مارسته النازية، إذ اعتُرض تطور القانون التدريجي، وأُعيد للوراء. حوكمت الممارسات المثلية وفق قوانين جمهورية فايمار فقط.
قررت المحكمة المحلية العليا في برلين في عام 1950- بعد عام واحد من إعادة تشكيل ألمانيا لتصبح جمهورية ألمانيا الديمقراطية- إعادة صلاحية النموذج القديم للفقرة 175 قبل عام 1935. ظلت الفقرة 175a الجديدة دون تغيير، على عكس الإجراء السابق للمحكمة المحلية العليا في هاله، إذ قيل إنها تحمي المجتمع من «الأفعال المثلية المؤذية اجتماعيًا لأشخاص بخلفية تتسق مع هذه الأفعال».
وضعت حكومة ألمانيا الديمقراطية عقب انتفاضة 1953 في ألمانيا برنامجًا «للإصلاح الأخلاقي» بين عامي 1953 و1957، لبناء أساس متين للجمهورية الاشتراكية الجديدة، إذ عُززت مفاهيم الذكورة والعائلة التقليدية بينما نُظر إلى المثلية الجنسية على أنها تتعارض مع «الأعراف الصحية للعمال» واستُمر بمقاضاة المثليين بموجب الفقرة 175. نُظر إلى العلاقات الجنسية المثلية «على أنها فلول الانحطاط البرجوازي، وعلامة على الضعف الأخلاقي، وتهديد للصحة الاجتماعية والسياسية للشعب للأمة».
قررت المحكمة نفسها في عام 1954 أن الفقرة 175a، وخلافًا للفقرة 175، لا تفترض مسبقًا أفعالًا ترقى إلى الجماع. عُرفت الفاحشة على أنها أي فعل بنية الإثارة الجنسية و«ينتهك العاطفة الأخلاقية للعاملين». سمحت مراجعة القانون الجنائي في عام 1957 بإلغاء الملاحقة القضائية لعمل غير قانوني لا يمثل أي خطر على المجتمع الاشتراكي بسبب عدم وجود عواقب. أدى ذلك إلى إزالة الفقرة 175 من النص الفعال للقانون، إذ قررت محكمة استئناف برلين الشرقية في نفس الوقت تعليق جميع العقوبات المستمدة من الشكل القديم للفقرة 175 بسبب عدم أهمية الأفعال التي طُبق القانون من أجلها. توقف وفقًا لذلك عقاب الأفعال الجنسية المثلية بين البالغين المتراضين، بدءًا من أواخر خمسينيات القرن العشرين.
أُبطل تجريم المثلية الجنسية في ألمانيا الشرقية رسميًا في عام 1968.
سُمح للنوادي والمجموعات الاجتماعية للمثليين بتنظيم أنفسهم بحرية، طالما أنهم أقاموا روابط ضعيفة مع الكنائس البروتستانتية. يُعزى ذلك إلى الموقف الرسمي لحزب الوحدة الاشتراكية الحاكم في ألمانيا الذي حظر التمييز على أساس التوجه الجنسي، ولكن تجاهل وجود علاقات أفراد مجتمع الميم.

تبنت ألمانيا الديمقراطية قانونها الجنائي الخاص بها. تنص المادة 151 من قانون القانون الجنائي لنزع السلاح وإعادة الإدماج، على الحكم بالسجن لمدة تصل إلى ثلاث سنوات أو الوضع تحت المراقبة على الشخص البالغ (18 عامًا وأكثر) الذي شارك في أفعال جنسية مع شخصية شابة (أقل من 18 عامًا) من نفس الجنس. لا ينطبق هذا القانون على الرجال الذين يمارسون الجنس مع الأولاد فحسب، بل ينطبق أيضًا على النساء اللاتي يمارسن الجنس مع الفتيات. ورد عن المؤرخة هايدي مينينغ، أن محاولات المثليات والمثليين لتأسيس مجتمع مرئي «أُحبطت من قبل حكومة ألمانيا الديمقراطية وحزب الوحدة الاشتراكية»، وكتبت:
«استُخدمت قوة الشرطة في مناسبات عديدة لإحباط المناسبات العامة للمثليين والمثليات أو منعها. منعت الرقابة المركزية ظهور المثلية الجنسية في وسائل الإعلام المطبوعة والإلكترونية، وكذلك استيراد مثل هذه المواد».
افتتحت حكومة ألمانيا الشرقية في أواخر ثمانينات القرن العشرين، ديسكو للمثليين مملوكًا للدولة في برلين. جُعل سن الرشد للسماح بالعلاقات الجنسية المثلية في عام 1987 مماثلًا لسن الرشد للعلاقات الغيرية. ألغت المحكمة العليا في ألمانيا الشرقية في 11 أغسطس عام 1987، الإدانة بموجب الفقرة 151 التي تقضي أن «المثلية الجنسية، تمامًا مثل العلاقات الجنسية الغيرية، تمثل نوعًا آخرًا من السلوك الجنسي. لذلك لا يُقصى المثليون/المثليات من المجتمع الاشتراكي، وتكون الحقوق المدنية مكفولة لهم تمامًا كما هو الحال مع جميع المواطنين الآخرين».
عمل فولكسكامر (برلمان جمهورية ألمانيا الديمقراطية)، في مراجعته الخامسة للقانون الجنائي بعد عام، على مواءمة القانون المكتوب مع ما حكمت به المحكمة، مما أدى إلى إلغاء الفقرة 151 دون استبدالها. أُقرّ القانون في 30 مايو 1989، وأزال ذلك كل إشارة محددة إلى المثلية الجنسية من القانون الجنائي لألمانيا الشرقية.
غُرض الفيلم الألماني الإفصاح للمخرج هاينر كارو في عام 1989 في الليلة التي سقط فيها جدار برلين، ويحكي قصة رجل ألماني شرقي قدم لتقبل مثليته الجنسية، وصُورت الكثير من المشاهد في حانات المثليين المحلية. كان ذلك الفيلم الوحيد في ألمانيا الشرقية الذي تناول حقوق أفراد مجتمع الميم.